# クレリチ溶液
クレリチ溶液とはギ酸タリウムとマロン酸タリウムを等量水に溶解させた水溶液である。無臭で黄色がかった色の液体であるが、タリウム塩濃度が減少すると即座に無色に変化する。20 ℃における飽和溶液の密度は4.25 g/cm3であり、飽和クレリチ溶液は知られている中で最も濃い水溶液の一つである。

## 概要
クレリチ溶液は1907年にイタリアの化学者エンリコ・クレリチ（Enrico Clerici、1862年 - 1938年）によって発明された。1930年代には密度差によって鉱物を分離する従来の浮遊選鉱に導入され、鉱物学および宝石学にとって価値ある液体となった。利点としてはその透明度および密度を1 - 5 g/cm3の範囲で簡単に制御できる点が挙げられる。また、欠点としては強い毒性と腐食性が挙げられる。
このため今日ではクレリチ溶液は使用されなくなり、代替品として無毒のメタタングステン酸ナトリウムが用いられるようになったが、最大密度は3.1 g/cm3 とクレリチ溶液には及ばない。

## 密度
クレリチ溶液の密度はスピネルやガーネット、ダイアモンド、コランダムが浮遊するほどに高く、さらに飽和溶液の密度は20 ℃から90 ℃に加熱することによって4.25 g/cm3から5.00 g/cm3に増大させることができる（同じ温度範囲において溶媒である水の密度が1.00 g/cm3から0.96 g/cm3へ減少することに留意）。また、クレリチ溶液を水で希釈することによって密度を1 g/cm3まで減少させることができる。屈折率はかなり大きく線形である。また、密度と屈折率は連動しておりその再現性が高い。密度が2 g/cm3のときの屈折率は1.44、4.28 g/cm3のときで1.70となる。これを利用することで、クレリチ溶液の密度は光学的手法により簡単に測定することができる。

## 色
クレリチ溶液の色はわずかに希釈されるだけで著しく変化する。特に室温における密度4.25 g/cm3の飽和水溶液の色はアンバーイエローであるが、水によって密度4.0 g/cm3に希釈するとガラスや水と同じぐらい透明に変化する（吸収波長 350 nm）。

## 鉱石の密度の測定
クレリチ溶液を用いた鉱石の密度の測定方法は以下の通りである。
1. 少量の鉱石を小さなタンクに置き、粒子が液面に浮くように濃厚なクレリチ溶液を充填する。
2. 液面に浮いた粒子が液体中で浮遊するまで（即ち粒子とクレリチ溶液の密度が釣り合うまで）水を加えてクレリチ溶液を希釈する。
3. その時点のクレリチ溶液の密度を、溶液の重さを測り直接的に求めるか、もしくはアッベ屈折計などにより屈折率を測定することで間接的に求めることで、鉱石の密度が得られる[2]。

ただし、コルンブ石（比重5～6）、タンタル石（比重7～8）などの比重の極めて大きい鉱石は、クレリチ溶液やポリタングステン酸など含めて重液法では測定できない。